# ワークシャイ
ワークシャイ（Workshy）は、イギリスのポップ・ミュージック系バンド。

## 概要
1986年、マンチェスター出身のマイケル・マクダーモット（Michael John McDermatt／ベース、ボーカル）とケヴィン・キーホー（Kevin Damien Kehoe／ギター）に、ロンドン出身のクリスタ・ジョーンズ（Chrysta Marina Jones／ボーカル）を加えた3人で結成された。1988年にシングル「Yours For The Taking」でレコード・デビュー。セカンド・アルバム発表後の1992年にキーホーが脱退、以後の活動はマクダーモットとジョーンズのデュオ形式で行われている。
音楽的には、R&B、ジャズ、ラテンなどを基本に、バート・バカラックやトッド・ラングレン等のポップスの影響を受けたメロディアスでソフトな楽曲が中心であるが、歌詞の内容はイギリス的なシニカルさを含むものが多い。ほとんどの楽曲でジョーンズがリード・ボーカルを受け持つが、稀にマクダーモットがリード・ボーカルを取る場合もある。
バンド名「Workshy」は「仕事嫌い、怠慢」を意味する単語で、メンバーの「やりたくない仕事はしない」という本音を含んでいる。
イギリス本国での知名度は低いが、日本ではデビュー当初からFMラジオを中心としたエアプレイ率が高く、1980年代イギリスのポップ・バンドとしてはスウィング・アウト・シスターと並び根強い人気を持つ。そのためか、セカンド・アルバム以降は日本のレコード会社と契約し、アルバムの供給も日本から行っている、典型的な「ビッグ・イン・ジャパン」バンドである。

## ディスコグラフィ

### スタジオ・アルバム
- 『いつかどこかで』 - The Golden Mile (1989年、Magnet/WEA)
- 『オーシャン』 - Ocean (1992年、Pony Canyon)
- 『ヘヴン』 - Heaven (1993年、Pony Canyon)
- 『ソウル・ラヴ』 - Soul Love (1994年、Pony Canyon) ※カヴァー集
- 『アンダー・ジ・インフルエンス』 - Under the Influence (1995年、Pony Canyon)
- 『アルーア』 - Allure (1998年、Pony Canyon)
- 『クリア』 - Clear (2000年、Portazul/Nippon Columbia)
- 『ムード』 - Mood (2002年、Portazul/Nippon Columbia)
- 『スマイル・アゲイン』 - Smile Again (2007年、Imperial/Teichiku)
- 『Bittersweet』 - Bittersweet (2011年、Imperial/Teichiku)
- 『ウェイワード』 - Wayward (2017年、p-vine/Manana)
- 『ラヴ・ソウル』 - Love Soul (2020年、p-vine/Manana) ※カヴァー集

### コンピレーション・アルバム
- Coast (1995年、Pony Canyon)[1] ※日本未発売
- 『ベスト・オブ・ワークシャイ』 - The Finest Collection of Workshy (1995年、Pony Canyon)
- 『アンフォーゲタブル・コレクション〜ザ・ベスト・オブ・ワークシャイ』 - Unforgettable Collection (1999年、Pony Canyon)
- 『ワークシャイ・ベスト・コレクション〜トラブル・マインド』 - Trouble Mind: Best Collection (2013年、Pony Canyon)

### シングル
- "Yours For The Taking" (1988年) ※日本未発売
- 「アイ・ソー・ザ・ライト」 - "I Saw The Light" (1989年)
- "You're The Summer" (1989年) ※日本未発売
- 「愛の行方」 - "Love Is The Place To Be" (1990年)
- 「トラブル・マインド」 - "Troublemind" (1992年)
- "Never The Same Again" (1993年) ※日本未発売
- 「バット・アライヴ」 - "But Alive" (1993年)
- 「ヘヴン・セント」 - "Heaven Sent" (1993年)
- "Finding The Feeling" (1994年) ※日本未発売
- 「小さな願い」 - "I Say A Little Prayer" (1994年)
- 「サムシング・スウィーター」 - "Something Sweeter" (1995年)
- 「アンダー・ジ・インフルエンス」 - "Under The Influence" (1995年)
- "Pieces Of Mind" (1996年) ※日本未発売
- 「ゴット・イット・クリア」 - "Got It Clear" (2000年)
- 「Get It On」 - "Get It On" (2000年)

### その他
- 『SAVOY Remix〜Rimixed by WORKSHY』 - SAVOY Remix (2002年、Nippon Columbia) ※企画アルバム
- Free 'n' Easy featuring The Songs of Burt Bacharach (2007年、E-2 Classics)[2] ※企画アルバム・日本未発売